# I Love You, California
I Love You, California (en español: Te Amo, California) es la canción estatal y el himno regional del estado estadounidense de California, publicado originalmente en 1913. Fue adoptado de manera oficial en 1951 y reconfirmada en 1987 como la canción oficial del estado.
La letra fue escrita por Francis Beatty Silverwood, un comerciante de telas de Los Ángeles, y las palabras fueron posteriormente musicalizadas por Abraham Franklin Frankenstein, entonces director de la Orquesta del Teatro Orpheum, con una actuación inaugural de Mary Garden. Frankenstein era primo de Alfred V. Frankenstein, crítico de música y arte del San Francisco Chronicle de larga trayectoria. La canción fue publicada por Hatch & Loveland, Music Printers, Los Ángeles, California, y registrada por FB Silverwood en 1913. Fue la canción oficial de las exposiciones celebradas en San Francisco y San Diego en 1915.

## Historia

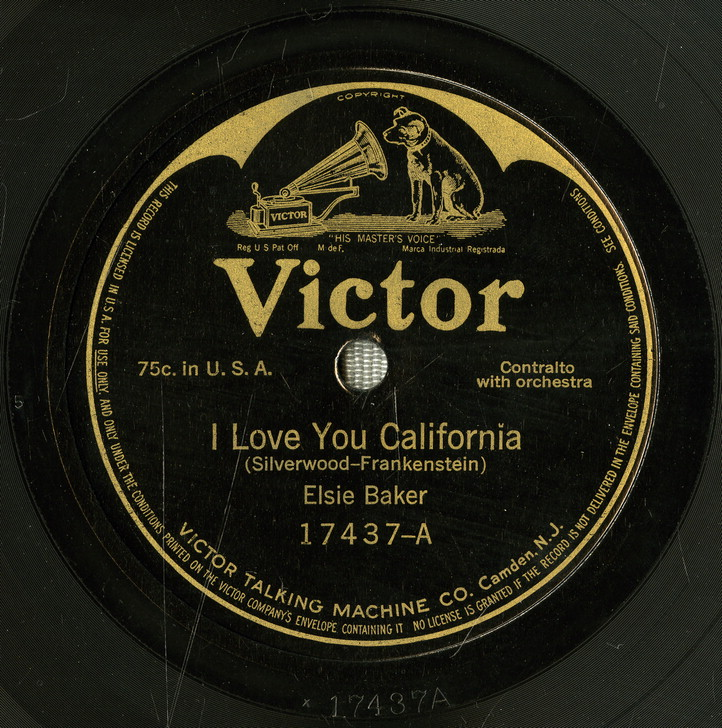
Victor Records.

### Estreno

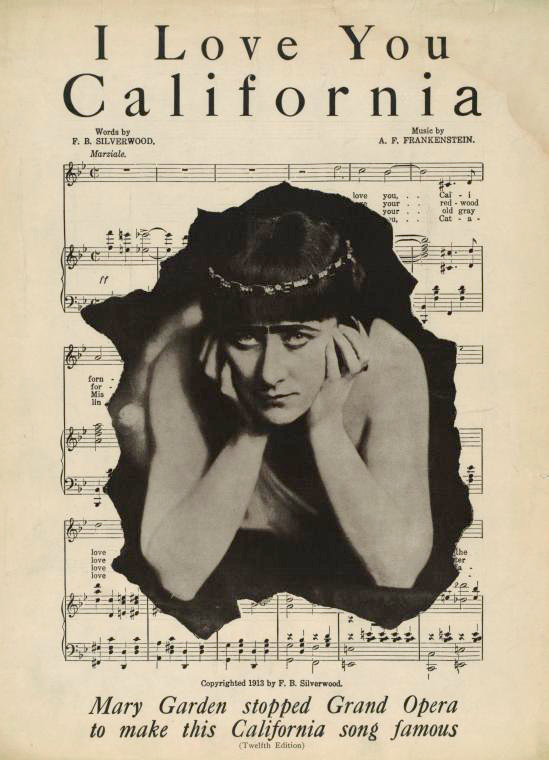
Portada de la partitura de "I Love You, California" con Mary Garden.

Más tarde, en 1913, la canción fue presentada por la estrella de ópera Mary Garden, asociada con la Gran Ópera de Chicago en ese momento. "Mary Garden "Detuvieron la Grand Opera para hacer famosa esta canción californiana", decían los avisos, asegurando virtualmente la popularidad y el éxito de la nueva canción. La reconocida soprano escribió en un papel membretado desde el Hotel Alexandria de Los Ángeles:

Estimado señor Silverwood:
Me enorgullece ser el primero en cantar en
público tu canción más hermosa,
¡y espero que sea un gran éxito aquí
en California y en todas partes!
Mary Garden

### Reproducción a bordo del SSAncon

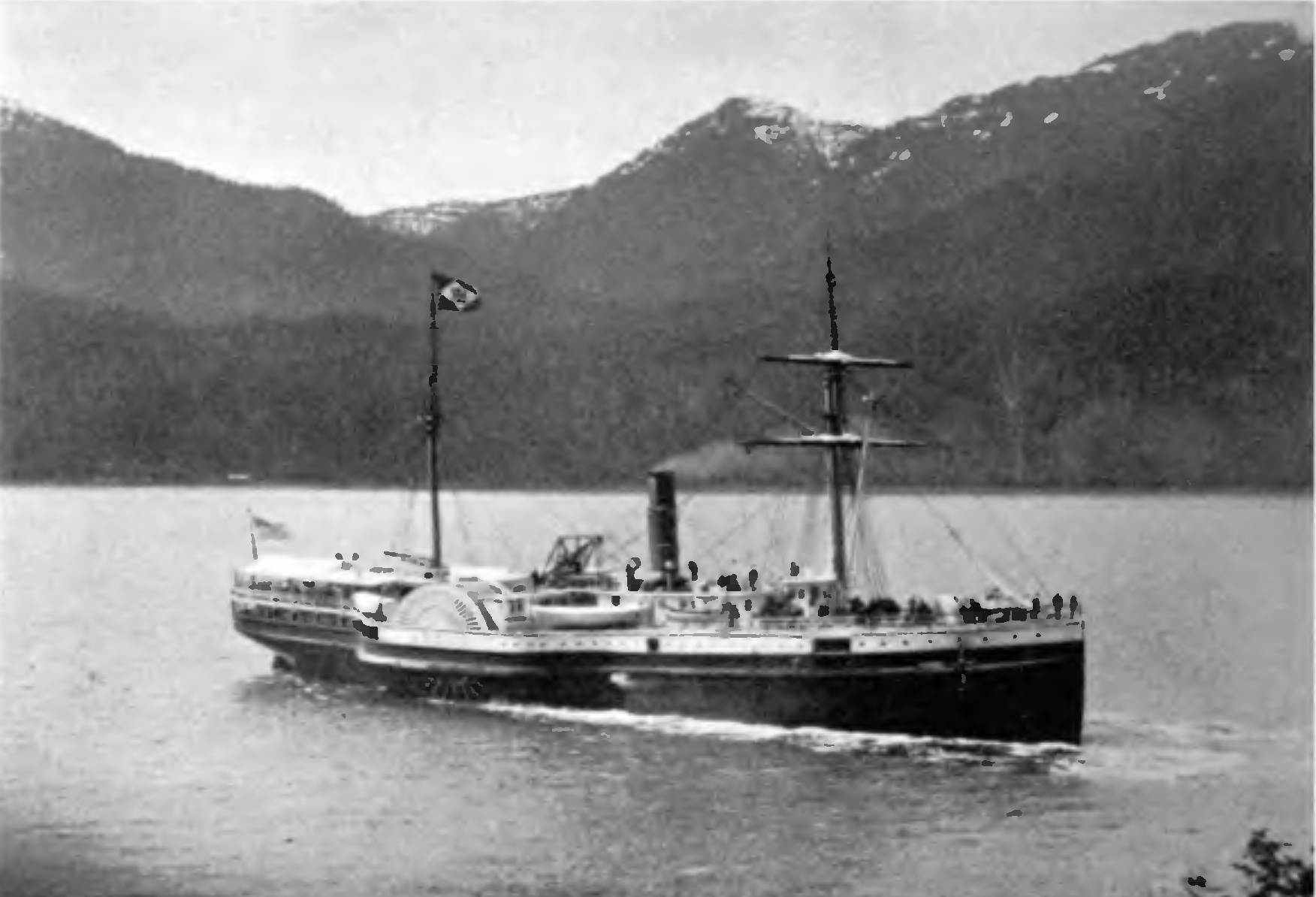
Barco de vapor Ancon, antes de 1895 (fuente: E.W. Wright, ed., Lewis & Dryden Marine History of the Pacific Northwest, Lewis & Dryden Printing Co., Portland, 1895).

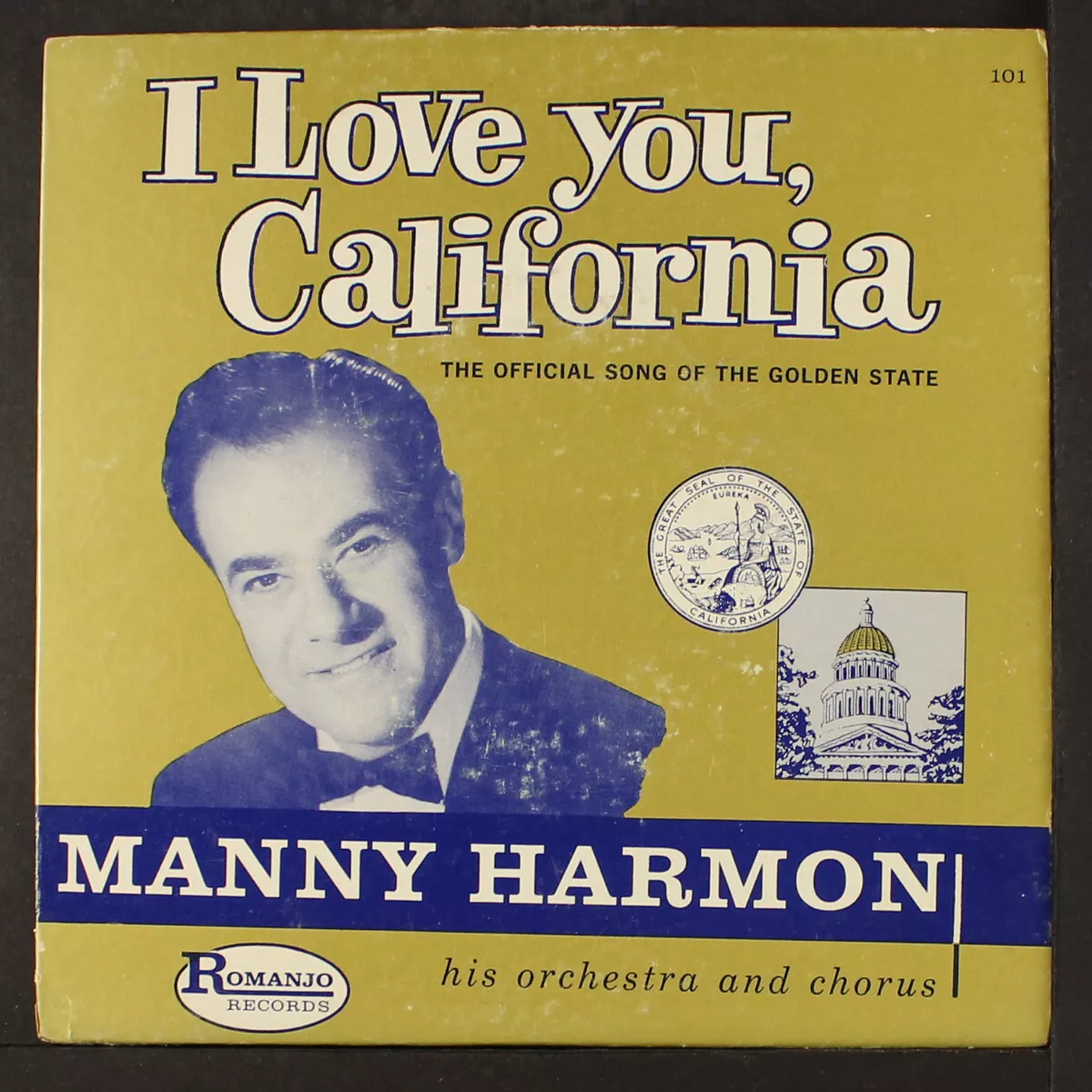
Portada de la grabación de "I Love You California" de Manny Harmon de 1964.

"I Love You, California" se reprodujo a bordo del vapor Ancón, que el 14 de agosto de 1914 se convirtió en el primer barco mercante en pasar por el Canal de Panamá.

### Designación legislativa estatal
En 1951, la Legislatura Estatal aprobó una resolución que la designó canción estatal de California. El artículo 421.7 del Código de Gobierno de California establece: "I Love You, California", una canción publicada en 1913 con letra de F.B. Silverwood y música de A.F. Frankenstein, es una canción oficial del estado".
En 1987, "I Love You, California" se convirtió en la canción oficial del estado por ley.

## Uso comercial
A fines de 2012, Jeep comenzó a emitir un anuncio de televisión en California, con "I Love You, California" como banda sonora e imágenes que mostraban la flor del estado de California, la bandera de California, y otros iconos californianos.
La canción también sirve como tema musical para la serie de interés humano de la televisión pública estatal “California’s Golden Parks”, presentada por Huell Howser.

## En la cultura popular
Se escucha un arreglo de la canción cuando el jugador construye el Puente Golden Gate en Civilization VI: Gathering Storm, acompañado de las primeras cuatro líneas del poema de Percy Bysshe Shelley Una canción nupcial.
La canción también es el himno oficial de la Nueva República de California en el universo Fallout.

## Letra
I.
I love you, California, you're the greatest state of all.
I love you in the winter, summer, spring and in the fall.
I love your fertile valleys; your dear mountains I adore.
I love your grand old ocean and I love her rugged shore.
Coro
When the snow crowned Golden Sierras
Keep their watch o'er the valleys bloom,
It is there I would be in our land by the sea,
Every breeze bearing rich perfume.
It is here nature gives of her rarest. It is Home Sweet Home to me,
And I know when I die I shall breathe my last sigh
For my sunny California.
II.
I love your red-wood forests – love your fields of yellow grain.
I love your summer breezes and I love your winter rain.
I love you, land of flowers; land of honey, fruit and wine.
I love you, California; you have won this heart of mine.
III.
I love your old gray Missions – love your vineyards stretching far.
I love you, California, with your Golden Gate ajar.
I love your purple sun-sets, love your skies of azure blue.
I love you, California; I just can't help loving you.
IV.
I love you, Catalina, you are very dear to me.
I love you, Tamalpais, and I love Yosemite.
I love you, Land of Sunshine, half your beauties are untold.
I loved you in my childhood, and I'll love you when I'm old.

### Enespañol:
I.
Te amo, California, eres el mejor estado de todos.
Te amo en invierno, verano, primavera y otoño.
Amo tus fértiles valles; adoro tus queridas montañas.
Amo tu grandioso y antiguo océano y amo su escarpada costa.
Coro
Cuando la nieve coronó las Sierras Doradas
mantienen su vigilancia sobre los valles florecidos,
Allí estaría, en nuestra tierra junto al mar,
cada brisa con su rico perfume.
Aqui la naturaleza regala lo más excepcional.
Es mi hogar, dulce hogar.
Y sé que cuando muera daré mi último suspiro:
Por mi soleada California.
II.
Me encantan tus bosques de secuoyas, me encantan tus campos de trigo amarillo.
Me encantan tus brisas de verano y me encanta tu lluvia de invierno.
Te amo, tierra de flores; tierra de miel, fruta y vino.
Te amo, California; has conquistado este corazón mío.
III.
Me encantan tus antiguas y grises Misiones
Me encantan tus viñedos que se extienden a lo lejos.
Me encantas, California, con tu Golden Gate entreabierto.
Amo tus atardeceres púrpuras, amo tus cielos azul celeste.
Te amo, California; simplemente no puedo evitar amarte.
IV.
Te amo, Catalina, eres muy querida para mí.
Te amo, Tamalpais, y amo a Yosemite.
Te amo, Tierra del Sol, la mitad de tu belleza es incalculable.
Te amé en mi infancia y te amaré cuando sea viejo.

## Otras canciones estatales no oficiales
Antes de la adopción de "I Love You, California", se realizaron varios intentos de adoptar otras composiciones como canción oficial del estado. En 1921, Lynden Ellsworth Behymer (1862–1947), empresario, y Bessie Bartlett Frankel (Sra. Cecil Frankel) (1884–1959), donó una suma de dinero a la Federación de Clubes de Música de California para realizar un concurso de letras de una canción estatal "de valor real". Los jueces fueron Benjamin Franklin Field (1868-1960), presidente de la federación y presidente del comité de jueces, Grace Atherton Dennen (1874-1927), editor de The Lyric West, y Blanche Robinson (Sra. Martin Hennion Robinson) (née Williams; 1883–1969), compositora. La fecha límite original, el 1 de octubre de 1921, se extendió hasta el 31 de diciembre de 1921 y el premio en metálico se incrementó a 100 dólares. Los jueces seleccionaron a Mary Lennox de San Francisco el 17 de enero de 1922, como ganadora "California, dulce patria mía":

Eres la tierra al pie del arcoíris,
Donde se derramó la gran olla del tesoro
que se renueva con la luz del sol y el rocío,
Hacia las maravillas de brillantes esperanzas cumplidas;
Eres la tierra donde cada bello sendero lleva a casa,
bajo la palma del pino protector,
California, dulce patria mía.